# Clásico Carlos Tomkinson
El Clásico Carlos Tomkinson es una carrera clásica para yeguas milleras que se disputa en el Hipódromo Argentino de Palermo, sobre 1600 metros de pista de arena y convoca exclusivamente a hembras de 3 años y más edad, a peso por edad. Está catalogado como un certamen de Grupo 2 en la escala internacional.
Se disputa regularmente en el segundo semestre del calendario, en los meses de octubre o noviembre. Su nombre refiere al turfman argentino Carlos Tomkinson.

## Últimas ganadoras del Tomkinson
| Año  | Ganadora             | País | Jockey                       | País | Padre              | País | Madre            | País | Criador                     | Caballeriza              | Colores            |
| ---- | -------------------- | ---- | ---------------------------- | ---- | ------------------ | ---- | ---------------- | ---- | --------------------------- | ------------------------ | ------------------ |
| 2024 | Noche Alta           |      | Cristian Velázquez           |      | Hi Happy           |      | Noche De Sueños  |      | Haras Carampangue           | Carampangue              |                    |
| 2023 | Laima                |      | Juan Cruz Villagra           |      | Fortify            |      | Lithuania        |      | Haras Vacación              | Victoria                 |                    |
| 2022 | Doña Green           |      | Wilson Moreyra               |      | Greenspring        |      | Donna Dina       |      | Estirpe De Criadores        | Junot Stud               |                    |
| 2021 | Orpen Moon           |      | Francisco Gonçalves          |      | Orpen              |      | Oh Moon          |      | Haras Santa Inés            | Santa Inés               | Horse racing silks |
| 2020 | No hubo por pandemia |      |                              |      |                    |      |                  |      |                             |                          |                    |
| 2019 | Touch The Sky        |      | Pablo Falero                 |      | Not For Sale       |      | Tarsilia         |      | Haras Vacación              | Vacación                 | Horse racing silks |
| 2018 | Querida Dubai        |      | Adrián Maximiliano Giannetti |      | E Dubai            |      | Queque           |      | Haras La Esperanza          | M. de G.                 | Horse racing silks |
| 2017 | Atómica Oro          |      | Fabricio Barroso             |      | Orpen              |      | Stormy Atorranta |      | Haras La Biznaga            | La Biznaga               | Horse racing silks |
| 2016 | Key Dance            |      | Gustavo Calvente             |      | Freud              |      | Key of Luck      |      | Haras Santa Inés            | Santa Inés               | Horse racing silks |
| 2015 | Celestial Candy      |      | Jorge Ruíz Díaz              |      | Candy Ride         |      | Blissful Song    |      | Haras Firmamento            | Firmamento               | Horse racing silks |
| 2014 | Norina               |      | Francisco Gonçalves          |      | Exchange Rate      |      | Nearly Mad       |      | Haras La Leyenda de Areco   | Los de Areco             | Horse racing silks |
| 2013 | Personal Dot         |      | Pablo Falero                 |      | Not For Sale       |      | Personal Right   |      | Haras Santa María de Araras | Santa María de Araras    | Horse racing silks |
| 2012 | Empress Jackie       |      | Adrián Giannetti             |      | Southern Halo      |      | Enjoy Love       |      | Haras Santa Inés            | Santa Inés               | Horse racing silks |
| 2011 | Distinguida Lode     |      | Edwin Talaverano             |      | Lode               |      | Distinguida Fitz |      | Haras Firmamento            | Firmamento               | Horse racing silks |
| 2010 | Bouclette Gulch      |      | Edwin Talaverano             |      | Thunder Gulch      |      | Bouclette Champ  |      | Haras Firmamento            | Firmamento               | Horse racing silks |
| 2009 | Última Gota Cat      |      | Eduardo Ortega Pavón         |      | Easing Along       |      | Gota a Gota      |      | Haras El Alfalfar           | El Alfalfar              | Horse racing silks |
| 2008 | Mariah Plus          |      | Pablo Falero                 |      | Alpha Plus         |      | Mary's Luck      |      | Haras Abolengo              | Woodvale Farm            | Horse racing silks |
| 2007 | Mariah Plus          |      | Pablo Falero                 |      | Alpha Plus         |      | Mary's Luck      |      | Haras Abolengo              | Woodvale Farm            | Horse racing silks |
| 2006 | Miss Atorranta       |      | Juan Carlos Noriega          |      | Numerous           |      | Atlanta In       |      | Haras Firmamento            | Le Fragole               | Horse racing silks |
| 2005 | Libelista            |      | Pablo Falero                 |      | Roy                |      | Libertina        |      | Haras Vacación              | Vacación                 | Horse racing silks |
| 2004 | Eivissa Jet          |      | Jacinto Herrera              |      | Victory Speech     |      | Aquí Me Quedo    |      | Haras Don Arcángel          | Arcángel                 | Horse racing silks |
| 2003 | Miss Ojea            |      | Mario Leyes                  |      | Numerous           |      | Polea Fitz       |      | Haras Firmamento            | Five and Me              | Horse racing silks |
| 2002 | Bamba Fitz           |      | Edgardo Gramática            |      | Fitzcarraldo       |      | Go Bambuca       |      | Haras Firmamento            | Firmamento               | Horse racing silks |
| 2001 | Slew The Moon        |      | Pablo Falero                 |      | Kitwood            |      | Slew of Reasons  |      | Haras Vacación              | Vacación                 | Horse racing silks |
| 2000 | Great Bordeaux       |      | Fabián Rivero                |      | Bordeaux Bob       |      | Great War        |      | Néstor Otero                | Haras Dilú               | Horse racing silks |
| 1999 | Love Passion         |      | Rubén Laitán                 |      | Perfect Parade     |      | Spicy            |      | Haras Panamericano          | Panamericano             | Horse racing silks |
| 1998 | Batty Athenas        |      | Jorge Valdivieso             |      | Batty              |      | Athens           |      | Haras La Biznaga            | La Biznaga               | Horse racing silks |
| 1997 | Zaragata             |      | Oscar Conti                  |      | National           |      | Zapada           |      | Haras María del Sol         | Haras Los Tres Vasquitos | Horse racing silks |
| 1996 | Saragosse            |      | Pablo Falero                 |      | Political Ambition |      | Savoie           |      | Haras Vacación              | Vacación                 | Horse racing silks |
| 1995 | Syzygy               |      | Jorge Valdivieso             |      | Big Play           |      | Adja             |      | Haras Comalal               | Comalal                  | Horse racing silks |
| 1994 | Syzygy               |      | Juan Pablo Lagos             |      | Big Play           |      | Adja             |      | Haras Comalal               | Comalal                  | Horse racing silks |